# Großer Preis von China 2018
Der Große Preis von China 2018 (offiziell Formula 1 2018 Heineken Chinese Grand Prix) fand am 15. April auf dem Shanghai International Circuit in Shanghai statt und war das dritte Rennen der Formel-1-Weltmeisterschaft 2018.

## Bericht

### Hintergründe
Nach dem Großen Preis von Bahrain führte Sebastian Vettel in der Fahrerwertung mit 17 Punkten vor Lewis Hamilton und mit 28 Punkten vor Valtteri Bottas. In der Konstrukteurswertung führte Ferrari mit zehn Punkten vor Mercedes und mit 43 Punkten vor McLaren.
Beim Großen Preis von China stellte Pirelli den Fahrern die Reifenmischungen P Zero Medium (weiß), P Zero Soft (gelb) und P Zero Ultrasoft (violett) sowie für Nässe Cinturato Intermediates (grün) und Cinturato Full-Wets (blau) zur Verfügung.
Im Vergleich zum Vorjahr gab es nur eine kleine Änderung an der Strecke, die innere Betonfläche in der Boxengasse wurde erneuert.
Die DRS-Zonen blieben im Vergleich zum Vorjahr unverändert, der Messpunkt für die erste Zone befand sich 35 Meter vor Kurve 16, die Zone selbst lag auf der Start-Ziel-Geraden und begann 98 Meter nach der letzten Kurve. Der Messpunkt für die zweite DRS-Zone befand sich in Kurve zwölf, aktiviert werden durfte das DRS dann 752 Meter vor Kurve 14.
Kevin Magnussen (sechs), Stoffel Vandoorne (fünf), Brendon Hartley, Carlos Sainz jr. (jeweils vier), Romain Grosjean, Kimi Räikkönen, Max Verstappen, Vettel (jeweils drei), Marcus Ericsson, Hamilton, Nico Hülkenberg, Daniel Ricciardo (jeweils zwei) und Lance Stroll (einer) gingen mit Strafpunkten ins Rennwochenende.
Mit Hamilton (fünfmal), Fernando Alonso (zweimal), Räikkönen und Vettel (jeweils einmal) traten vier ehemalige Sieger zu diesem Grand Prix an.
Als Rennkommissare für dieses Rennwochenende fungierten Nish Shetty (SGP), Michael Masi (AUS), Danny Sullivan (USA) und Zheng Honghai (CHN).

### Training
Im ersten freien Training fuhr Hamilton in 1:33,999 Minuten die Bestzeit vor Räikkönen und Bottas.
Im zweiten freien Training war Hamilton mit einer Rundenzeit von 1:33,482 Minuten erneut Schnellster vor Räikkönen und Bottas.
Vettel fuhr im dritten freien Training in 1:33,018 Minuten die Bestzeit vor Räikkönen und Bottas.

### Qualifying
Das Qualifying bestand aus drei Teilen mit einer Nettolaufzeit von 45 Minuten. Im ersten Qualifying-Segment (Q1) hatten die Fahrer 18 Minuten Zeit, um sich für das Rennen zu qualifizieren. Alle Fahrer, die im ersten Abschnitt eine Zeit erzielten, die maximal 107 Prozent der schnellsten Rundenzeit betrug, qualifizierten sich für den Grand Prix. Die besten 15 Fahrer erreichten den nächsten Teil. Vettel war Schnellster. Die Sauber-, die Williams-Piloten und Pierre Gasly schieden aus.
Der zweite Abschnitt (Q2) dauerte 15 Minuten. Die schnellsten zehn Piloten qualifizierten sich für den dritten Teil des Qualifyings. Hamilton war Schnellster. Die Ferrari- und Mercedes-Piloten erzielten ihre Bestzeit auf der Soft-Mischung, alle übrigen Piloten auf Ultrasoft. Hartley, die McLaren-Fahrer, Ocon und Magnussen schieden aus.
Der finale Abschnitt (Q3) ging über eine Zeit von zwölf Minuten, in denen die ersten zehn Startpositionen vergeben wurden. Vettel fuhr mit einer Rundenzeit von 1:31,095 Minuten die Bestzeit vor Räikkönen und Bottas. Es war die 52. Pole-Position für Vettel und die schnellste jemals erzielte Rundenzeit auf dieser Strecke.
Ericsson wurde um fünf Startplätze nach hinten versetzt, da er doppelt geschwenkte gelbe Flaggen missachtet hatte. Außerdem erhielt er drei Strafpunkte.

### Rennen
Polesetter Vettel kam am Start gut weg, sein Teamkollege Räikkönen verlor jedoch Positionen, da er in Kurve 1 von Bottas und ein paar Kurven später von Verstappen überholt wurde. Hamilton fiel auf den 5. Platz zurück, während Ricciardo den 6. Platz belegte. Nach den ersten Boxenstopps gelang es Bottas, Vettel zu überholen und anschließend überholte er auch Räikkönen, der noch nicht angehalten hatte. Nachdem Räikkönen seinen Boxenstopp absolviert hatte, belegte Vettel wieder den zweiten Platz.
In Runde 30 kollidierten die Toro Rosso-Autos von Hartley und Gasly in der Haarnadelkurve miteinander. Gasly erhielt eine Zehn-Sekunden-Zeitstrafe und die auf der Strecke zurückgelassenen Trümmer führten dazu, dass das Safety-Car herausgeschickt wurde. Dies war ein entscheidender Wendepunkt für das Rennen, da während der Safety-Car-Phase beide Red-Bull-Autos sofort in derselben Runde an die Box gingen, um frische Reifen zu holen. Mercedes hatte die Gelegenheit, Hamilton heranzuholen, ließ ihn aber stattdessen draußen, um seine Position auf der Strecke zu behaupten.
Bottas behielt beim Restart die Führung des Rennens. Verstappen verbremste sich in Runde 39, während er mit Hamilton um den dritten Platz kämpfte und verlor eine Position an Ricciardo, der zuvor Räikkönen überholt hatte. Beide Red Bull überholten dann Hamilton im Abstand von zwei Runden, und dann überholte Ricciardo Vettel und sicherte sich den zweiten Platz.
In Runde 43 drängte Verstappen Vettel in der Haarnadelkurve von der Strecke, was dazu führte, dass beide Fahrer von der Strecke abkamen und Vettel aufgrund eines beschädigten Unterbodens Positionen verlor. Verstappen erhielt für den Vorfall eine Zehn-Sekunden-Zeitstrafe.
In Runde 45 überholte Ricciardo Bottas und übernahm die Führung des Rennens, die er bis zur Zielflagge behielt. In der vorletzten Runde wurde Vettel von Alonso überholt, was bedeutete, dass er auf Platz acht landete.
Ricciardo gewann das Rennen vor Bottas und Räikkönen. Es war der sechste Sieg für Ricciardo in der Formel-1-Weltmeisterschaft. Bottas und Räikkönen erzielten die jeweils zweite Podestplatzierung der Saison. Die restlichen Punkteplatzierungen belegten Hamilton, Verstappen, Hülkenberg, Alonso, Vettel, Sainz jr. und Magnussen.
In der Fahrerwertung blieben die ersten drei Positionen unverändert, die Abstände verringerten sich jedoch. In der Konstrukteurswertung übernahm Mercedes die Führung vor Ferrari, Red Bull war nun wieder Dritter.

## Meldeliste
| Team                             | Nr. | Fahrer            | Chassis                       | Motor                         | Reifen |
| -------------------------------- | --- | ----------------- | ----------------------------- | ----------------------------- | ------ |
| Mercedes AMG Petronas Motorsport | 44  | Lewis Hamilton    | Mercedes-AMG F1 W09 EQ Power+ | Mercedes-AMG F1 M09 EQ Power+ | P      |
| Mercedes AMG Petronas Motorsport | 77  | Valtteri Bottas   | Mercedes-AMG F1 W09 EQ Power+ | Mercedes-AMG F1 M09 EQ Power+ | P      |
| Scuderia Ferrari                 | 05  | Sebastian Vettel  | Ferrari SF71H                 | Ferrari 062 EVO               | P      |
| Scuderia Ferrari                 | 07  | Kimi Räikkönen    | Ferrari SF71H                 | Ferrari 062 EVO               | P      |
| Aston Martin Red Bull Racing     | 03  | Daniel Ricciardo  | Red Bull Racing RB14          | TAG Heuer                     | P      |
| Aston Martin Red Bull Racing     | 33  | Max Verstappen    | Red Bull Racing RB14          | TAG Heuer                     | P      |
| Sahara Force India F1 Team       | 11  | Sergio Pérez      | Force India VJM11             | Mercedes-AMG F1 M09 EQ Power+ | P      |
| Sahara Force India F1 Team       | 31  | Esteban Ocon      | Force India VJM11             | Mercedes-AMG F1 M09 EQ Power+ | P      |
| Williams Martini Racing          | 18  | Lance Stroll      | Williams FW41                 | Mercedes-AMG F1 M09 EQ Power+ | P      |
| Williams Martini Racing          | 35  | Sergei Sirotkin   | Williams FW41                 | Mercedes-AMG F1 M09 EQ Power+ | P      |
| Renault Sport F1 Team            | 27  | Nico Hülkenberg   | Renault R.S.18                | Renault R.E.18                | P      |
| Renault Sport F1 Team            | 55  | Carlos Sainz jr.  | Renault R.S.18                | Renault R.E.18                | P      |
| Red Bull Toro Rosso Honda        | 28  | Brendon Hartley   | Scuderia Toro Rosso STR13     | Honda RA618H                  | P      |
| Red Bull Toro Rosso Honda        | 10  | Pierre Gasly      | Scuderia Toro Rosso STR13     | Honda RA618H                  | P      |
| Haas F1 Team                     | 08  | Romain Grosjean   | Haas VF-18                    | Ferrari 062 EVO               | P      |
| Haas F1 Team                     | 20  | Kevin Magnussen   | Haas VF-18                    | Ferrari 062 EVO               | P      |
| McLaren F1 Team                  | 14  | Fernando Alonso   | McLaren MCL33                 | Renault R.E.18                | P      |
| McLaren F1 Team                  | 02  | Stoffel Vandoorne | McLaren MCL33                 | Renault R.E.18                | P      |
| Alfa Romeo Sauber F1 Team        | 09  | Marcus Ericsson   | Sauber C37                    | Ferrari 062 EVO               | P      |
| Alfa Romeo Sauber F1 Team        | 16  | Charles Leclerc   | Sauber C37                    | Ferrari 062 EVO               | P      |

## Klassifikationen

### Qualifying
| Pos.                                                                      | Fahrer            | Konstrukteur              | Q1       | Q2       | Q3       | Start |
| ------------------------------------------------------------------------- | ----------------- | ------------------------- | -------- | -------- | -------- | ----- |
| 01                                                                        | Sebastian Vettel  | Ferrari                   | 1:32,171 | 1:32,385 | 1:31,095 | 01    |
| 02                                                                        | Kimi Räikkönen    | Ferrari                   | 1:32,474 | 1:32,286 | 1:31,182 | 02    |
| 03                                                                        | Valtteri Bottas   | Mercedes                  | 1:32,921 | 1:32,063 | 1:31,625 | 03    |
| 04                                                                        | Lewis Hamilton    | Mercedes                  | 1:33,283 | 1:31,914 | 1:31,675 | 04    |
| 05                                                                        | Max Verstappen    | Red Bull Racing-TAG Heuer | 1:32,932 | 1:32,809 | 1:31,839 | 05    |
| 06                                                                        | Daniel Ricciardo  | Red Bull Racing-TAG Heuer | 1:33,877 | 1:32,688 | 1:31,948 | 06    |
| 07                                                                        | Nico Hülkenberg   | Renault                   | 1:33,545 | 1:32,494 | 1:32,602 | 07    |
| 08                                                                        | Sergio Pérez      | Force India-Mercedes      | 1:33,464 | 1:32,931 | 1:32,845 | 08    |
| 09                                                                        | Romain Grosjean   | Haas-Ferrari              | 1:33,238 | 1:32,524 | 1:32,942 | 09    |
| 10                                                                        | Carlos Sainz jr.  | Renault                   | 1:33,315 | 1:32,970 | 1:33,543 | 10    |
| 11                                                                        | Kevin Magnussen   | Haas-Ferrari              | 1:33,359 | 1:32,986 | –        | 11    |
| 12                                                                        | Esteban Ocon      | Force India-Mercedes      | 1:33,585 | 1:33,057 | –        | 12    |
| 13                                                                        | Fernando Alonso   | McLaren-Renault           | 1:33,428 | 1:33,232 | –        | 13    |
| 14                                                                        | Stoffel Vandoorne | McLaren-Renault           | 1:33,824 | 1:33,505 | –        | 14    |
| 15                                                                        | Brendon Hartley   | Scuderia Toro Rosso-Honda | 1:34,013 | 1:33,795 | –        | 15    |
| 16                                                                        | Sergei Sirotkin   | Williams-Mercedes         | 1:34,062 | –        | –        | 16    |
| 17                                                                        | Pierre Gasly      | Scuderia Toro Rosso-Honda | 1:34,101 | –        | –        | 17    |
| 18                                                                        | Lance Stroll      | Williams-Mercedes         | 1:34,285 | –        | –        | 18    |
| 19                                                                        | Charles Leclerc   | Sauber-Ferrari            | 1:34,454 | –        | –        | 19    |
| 20                                                                        | Marcus Ericsson   | Sauber-Ferrari            | 1:34,914 | –        | –        | 20    |
| 107-Prozent-Zeit: 1:38,623 min (bezogen auf Q1-Bestzeit von 1:32,171 min) |                   |                           |          |          |          |       |

Anmerkungen
1. ↑  Ericsson wurde um fünf Startplätze nach hinten versetzt, da er doppelt geschwenkte gelbe Flaggen missachtet hatte.

### Rennen
| Pos. | Fahrer            | Konstrukteur              | Runden | Stopps | Zeit        | Start | Schnellste Runde |
| ---- | ----------------- | ------------------------- | ------ | ------ | ----------- | ----- | ---------------- |
| 01   | Daniel Ricciardo  | Red Bull Racing-TAG Heuer | 56     | 2      | 1:35:36,380 | 06    | 1:35,785 (55.)   |
| 02   | Valtteri Bottas   | Mercedes                  | 56     | 1      | + 8,894     | 03    | 1:36,987 (50.)   |
| 03   | Kimi Räikkönen    | Ferrari                   | 56     | 1      | + 9,637     | 02    | 1:36,456 (48.)   |
| 04   | Lewis Hamilton    | Mercedes                  | 56     | 1      | + 16,985    | 04    | 1:36,878 (20.)   |
| 05   | Max Verstappen    | Red Bull Racing-TAG Heuer | 56     | 2      | + 20,436    | 05    | 1:36,206 (50.)   |
| 06   | Nico Hülkenberg   | Renault                   | 56     | 2      | + 21,052    | 07    | 1:36,881 (56.)   |
| 07   | Fernando Alonso   | McLaren-Renault           | 56     | 1      | + 30,639    | 13    | 1:37,234 (56.)   |
| 08   | Sebastian Vettel  | Ferrari                   | 56     | 1      | + 35,286    | 01    | 1:37,479 (24.)   |
| 09   | Carlos Sainz jr.  | Renault                   | 56     | 2      | + 35,763    | 10    | 1:37,754 (54.)   |
| 10   | Kevin Magnussen   | Haas-Ferrari              | 56     | 1      | + 39,594    | 11    | 1:38,152 (54.)   |
| 11   | Esteban Ocon      | Force India-Mercedes      | 56     | 2      | + 44,050    | 12    | 1:37,985 (47.)   |
| 12   | Sergio Pérez      | Force India-Mercedes      | 56     | 2      | + 44,725    | 08    | 1:37,673 (54.)   |
| 13   | Stoffel Vandoorne | McLaren-Renault           | 56     | 1      | + 49,373    | 14    | 1:38,137 (54.)   |
| 14   | Lance Stroll      | Williams-Mercedes         | 56     | 1      | + 55,490    | 18    | 1:38,500 (54.)   |
| 15   | Sergei Sirotkin   | Williams-Mercedes         | 56     | 2      | + 58,241    | 16    | 1:38,624 (47.)   |
| 16   | Marcus Ericsson   | Sauber-Ferrari            | 56     | 1      | + 1:02,604  | 20    | 1:38.386 (52.)   |
| 17   | Romain Grosjean   | Haas-Ferrari              | 56     | 2      | + 1:05,296  | 09    | 1:37,410 (51.)   |
| 18   | Pierre Gasly      | Scuderia Toro Rosso-Honda | 56     | 2      | + 1:06,330  | 17    | 1:38,367 (54.)   |
| 19   | Charles Leclerc   | Sauber-Ferrari            | 56     | 1      | + 1:22.575  | 19    | 1:38,808 (23.)   |
| 20   | Brendon Hartley   | Scuderia Toro Rosso-Honda | 51     | 2      | DNF         | 15    | 1:39,376 (50.)   |

Anmerkungen
1. ↑  Verstappen erhielt eine Zeitstrafe von zehn Sekunden für das Verursachen einer Kollision.
2. ↑  Gasly erhielt eine Zeitstrafe von zehn Sekunden für das Verursachen einer Kollision.

## WM-Stände nach dem Rennen
Die ersten zehn des Rennens bekamen 25, 18, 15, 12, 10, 8, 6, 4, 2 bzw. 1 Punkt(e).

### Fahrerwertung
| Pos. | Fahrer           | Konstrukteur              | Punkte |
| ---- | ---------------- | ------------------------- | ------ |
| 01   | Sebastian Vettel | Ferrari                   | 54     |
| 02   | Lewis Hamilton   | Mercedes                  | 45     |
| 03   | Valtteri Bottas  | Mercedes                  | 40     |
| 04   | Daniel Ricciardo | Red Bull Racing-TAG Heuer | 37     |
| 05   | Kimi Räikkönen   | Ferrari                   | 30     |
| 06   | Fernando Alonso  | McLaren-Renault           | 22     |
| 07   | Nico Hülkenberg  | Renault                   | 22     |
| 08   | Max Verstappen   | Red Bull Racing-TAG Heuer | 18     |
| 09   | Pierre Gasly     | Scuderia Toro Rosso-Honda | 12     |
| 10   | Kevin Magnussen  | Haas-Ferrari              | 11     |

| Pos. | Fahrer            | Konstrukteur              | Punkte |
| ---- | ----------------- | ------------------------- | ------ |
| 11   | Stoffel Vandoorne | McLaren-Renault           | 6      |
| 12   | Carlos Sainz jr.  | Renault                   | 3      |
| 13   | Marcus Ericsson   | Sauber-Ferrari            | 2      |
| 14   | Esteban Ocon      | Force India-Mercedes      | 1      |
| 15   | Sergio Pérez      | Force India-Mercedes      | 0      |
| 16   | Charles Leclerc   | Sauber-Ferrari            | 0      |
| 17   | Romain Grosjean   | Haas-Ferrari              | 0      |
| 18   | Lance Stroll      | Williams-Mercedes         | 0      |
| 19   | Brendon Hartley   | Scuderia Toro Rosso-Honda | 0      |
| 20   | Sergei Sirotkin   | Williams-Mercedes         | 0      |

### Konstrukteurswertung
| Pos. | Konstrukteur              | Punkte |
| ---- | ------------------------- | ------ |
| 1    | Mercedes                  | 85     |
| 2    | Ferrari                   | 84     |
| 3    | Red Bull Racing-TAG Heuer | 55     |
| 4    | McLaren-Renault           | 28     |
| 5    | Renault                   | 25     |

| Pos. | Konstrukteur              | Punkte |
| ---- | ------------------------- | ------ |
| 06   | Scuderia Toro Rosso-Honda | 12     |
| 07   | Haas-Ferrari              | 11     |
| 08   | Sauber-Ferrari            | 2      |
| 09   | Force India-Mercedes      | 1      |
| 10   | Williams-Mercedes         | 0      |